# Elizabeth Tejada
Elizabeth Tejada, conocida deportivamente como Liz Tejada, (1990 o 1991, en Morelia, Michoacán), es una navegante de rallies mexicana. Inició su participación en este deporte por una broma. Ha participado en el Campeonato Mexicano de Rally y en pruebas y campeonatos internacionales como La Carrera Panamericana, el Rally NACAM y el Campeonato Mundial de Rally. Está casada con el piloto de rallies Rodrigo Ordóñez, quien fuera campeón nacional en la temporada 2008. En su trayectoria deportiva ha tenido que lidiar contra el machismo imperante en el ambiente de su especialidad y es reconocida como una de las mejores navegantes mexicanas.

## Trayectoria
Liz Tejada tuvo el gusto por los automóviles desde su niñez, cuando le pedía a sus padres que le compraran cochecitos de juguete y jugaba con ellos tanto como con sus muñecas.
Su participación en rallies inició de manera incidental, ya que, en 2003, el piloto Antonio "Toño" Peñaflor visitó la agencia automovilística donde Tejada laboraba y donde estaban preparando su coche de competencia. Después de conversar con ella, la invitó, en tono de broma, a participar con él como navegante en el campeonato. Tejada aceptó y, aunque descubrió que Peñaflor terminó tomando su respuesta como formal, ella decidió no cambiar de opinión y así comenzó su carrera deportiva automovilística.
Su primera preparación como navegante la recibió de dos padrinos suyos, Eduardo Naranjo y Rogelio Martínez, quienes también son pilotos de rally, recorriendo la carretera de Mil Cumbres durante un día completo. Posteriormente continuó su preparación con Javier Marín Caballero, quien es considerado el mejor navegante de México.

### Un ambiente machista
En su carrera deportiva Tejada ha tenido que lidiar el machismo existente en su especialidad para demostrar que su labor la puede realizar apropiadamente "porque hay pilotos que creen que porque eres mujer no eres capaz de desempeñar la tarea de ser navegante", aunque también reconoció que esas experiencias pueden fortalecerla cuando las maneja adecuadamente.

Los autos no son exclusivos de los hombres. Nosotras también podemos desempeñar un buen papel no solo en el automovilismo sino en cualquier meta que nos fijemos; cuesta trabajo, pero con esfuerzo, entrega, empeño y dedicación, se pueden lograr nuestros sueños y retos
Elizabeth Tejada, junio de 2012

### Campeonato Mexicano de Rally
Tejada comenzó su participación como navegante de Antonio Peñaflor a bordo de un Ford Ka. Posteriormente participó con otros pilotos como Juan Manuel Lazcano y Juan Carlos Sarmiento. Sin embargo, su primer podio lo alcanzó como navegante de Emilio Velázquez en 2011, al obtener el segundo lugar absoluto del Rally de la Media Noche a bordo de un Renault Clio Sport. Con él mismo, Tejada obtuvo el primer lugar del Campeonato en la Categoría A7 de la temporada 2012.
Hasta el inicio de la temporada 2013, Tejada ha obtenido seis podios en la clasificación general del Campeonato Mexicano: dos en la Temporada 2011 y cuatro en la Temporada 2012. En esta temporada ya no estará compitiendo con Velázquez, quien participará en el campeonato con el navegante Javier Marín.

### Carrera Panamericana
La primera participación de Tejada en la Carrera Panamericana fue en 2011 como navegante de Emilio Velázquez. Después de una semana de competencia, terminaron la prueba en el trigésimo lugar general, aunque obtuvieron el primero de la Categoría A, la categoría de autos históricos, a bordo de un Volkswagen Sedán llamado "El Indio", después de ganar en las siete etapas de la prueba. Esta participación fue para Tejada un sueño cumplido, porque "cuando yo empecé y me empezaron a llamar la atención los rallies, yo iba a ver la carrera y cada vez que yo veía pasar los coches en los tramos de Mil Cumbres, yo soñaba algún día con manejar en Carrera Panamericana".
En 2012 tuvo su segunda participación en la Carrera, también como navegante de Velázquez, esta vez a bordo de un Studebaker 1953 llamado "Golden Tiger". Tejada y Velázquez no eran considerados favoritos, ya que se decía que para ellos sería complicado conducir un automóvil tan grande después de haber participado en la edición anterior con uno pequeño. Sin embargo, fueron la única tripulación en subir al podio cada uno de los siete días que duró la competencia y, al final de la misma, obtuvieron el segundo lugar absoluto, lo que para Tejada significó un primer lugar, después de lidiar contra la desconfianza que en ella y Velázquez había por su debut a bordo del Studebaker Champion.

### Campeonato Mundial
La única participación que Tejada ha tenido dentro del Campeonato Mundial fue en el Rally México de 2011, donde fue navegante de Juan Carlos Sarmiento, bicampeón de la Carrera Panamericana, y con quien alcanzó el decimosexto lugar general y el primer lugar de la Categoría A6 a bordo de un Peugeot 206 XS. En la edición 2012 aparecía en la lista de inscritos; sin embargo, no pudo iniciar la prueba.

### Rally NACAM
En la temporada 2010, Tejada participó en dos pruebas del Rally NACAM: en el Rally Sierra del Tigre, donde terminó en el 5.o lugar del campeonato NACAM y en el 8.o lugar general, y en el Rally Aguascalientes, el cual no terminó. En ambas ocasiones corrió como navegante de Juan Carlos Sarmiento, a bordo de un Peugeot 206 XS.

## De los mejores de México
El piloto Emilio Velázquez, con quien obtuvo su primer podio absoluto, reconoció que "Liz es una persona muy preparada, es uno de los mejores navegantes que hay en México... elegí a Liz por su dedicación, empeño, esfuerzo y profesionalismo, lo que garantiza el éxito arriba del auto".
Al 4 de abril de 2013, Tejada ocupaba el quinto lugar del ranking de pilotos mexicanos elaborado por la Asociación Internacional de Pilotos de Rally (International Rally Drivers Association, IRDA) con 184 puntos y era la única mujer en el listado.